# Egzekucje w fabryce Pfeiffera na Woli
Egzekucje w fabryce Pfeiffera na Woli – zbrodnia ludobójstwa popełniona przez Niemców w trakcie tłumienia powstania warszawskiego.
W sierpniu i wrześniu 1944 okolice zakładów garbarskich Pfeiffera na warszawskiej Woli stały się miejscem masowej eksterminacji polskiej ludności cywilnej. Historycy oceniają, że w sierpniu i wrześniu 1944 członkowie specjalnej jednostki niemieckiej policji bezpieczeństwa (tzw. Sonderkommando „Spilker”) zamordowali tam około 5 tys. osób. W gronie ofiar znaleźli się mieszkańcy różnych dzielnic Warszawy – mężczyźni, kobiety i dzieci – „wyselekcjonowani” według rozmaitych kryteriów z grona wypędzanej ludności stolicy.

## Eksterminacyjny rozkaz Hitlera i jego uchylenie
Warszawa była uznawana przez niemieckich okupantów za centrum polskiego oporu przeciw nazistowskiemu „nowemu porządkowi”. Mimo iż w Generalnym Gubernatorstwie stolicę Polski zdegradowano do roli miasta prowincjonalnego, Warszawa pozostawała nadal centrum polskiego życia politycznego, intelektualnego i kulturalnego. Stanowiła także siedzibę władz polskiego Państwa Podziemnego oraz miejsce funkcjonowania szczególnie silnych i dobrze zorganizowanych struktur ruchu oporu. W tej sytuacji wybuch powstania warszawskiego (1 sierpnia 1944) został potraktowany przez nazistowskich przywódców jako doskonała okazja do rozwiązania „polskiego problemu”. Podczas przemówienia dla dowódców okręgów wojskowych i komendantów szkół wygłoszonego w Jägerhöhe w dniu 21 września 1944 Reichsführer-SS Heinrich Himmler wspominał, że na wieść o wybuchu powstania udał się natychmiast do Hitlera, któremu oświadczył: „Mój Führerze, pora jest dla nas niezbyt pomyślna. Z punktu widzenia historycznego jest [jednak] błogosławieństwem, że Polacy to robią. Po pięciu, sześciu tygodniach wybrniemy z tego. A po tym Warszawa, stolica, głowa, inteligencja tego byłego 16-17-milionowego narodu Polaków będzie zniszczona, tego narodu, który od 700 lat blokuje nam Wschód i od czasu pierwszej bitwy pod Tannenbergiem leży nam w drodze. A wówczas historycznie polski problem nie będzie już wielkim problemem dla naszych dzieci i dla wszystkich, którzy po nas przyjdą, ba, nawet już dla nas”.
Podczas narady, która odbyła się wieczorem 1 sierpnia 1944 lub następnego dnia rano, Hitler wydał Himmlerowi oraz szefowi sztabu generalnego Naczelnego Dowództwa Wojsk Lądowych (OKH), generałowi Heinzowi Guderianowi, ustny rozkaz zrównania Warszawy z ziemią i wymordowania wszystkich jej mieszkańców. Zgodnie z relacją SS-Obergruppenführera Ericha von dem Bach-Zelewskiego, którego mianowano dowódcą sił wyznaczonych do stłumienia powstania, rozkaz brzmiał następująco: „każdego mieszkańca należy zabić, nie wolno brać żadnych jeńców. Warszawa ma być zrównana z ziemią i w ten sposób ma być stworzony zastraszający przykład dla całej Europy”. W pierwszych dniach sierpnia rozkaz Hitlera był konsekwentnie realizowany. W dzielnicy Wola oddziały SS i policji niemieckiej dokonały masowej rzezi polskiej ludności, mordując w ciągu kilku dni nawet do 65 tys. mężczyzn, kobiet i dzieci. Blisko 10 tys. ofiar pochłonęła brutalna pacyfikacja dzielnicy Ochota, przeprowadzona przez kolaboracyjną brygadę SS RONA (Rosyjska Wyzwoleńcza Armia Ludowa). Do masowych mordów na ludności cywilnej doszło także w Śródmieściu Południowym oraz na Mokotowie.
5 sierpnia w godzinach popołudniowych na Woli pojawił się SS-Obergruppenführer Erich von dem Bach-Zelewski, który objął dowodzenie nad siłami wyznaczonymi do stłumienia powstania. Jeszcze tego samego dnia Bach doprowadził (zapewne za wiedzą i zgodą nazistowskich przywódców) do uchylenia eksterminacyjnego rozkazu Hitlera. Zakazał mordowania kobiet i dzieci, utrzymując jednak w mocy rozkaz likwidacji wszystkich polskich mężczyzn – zarówno wziętych do niewoli powstańców, jak i cywilów. Decyzja ta wynikała nie tyle z pobudek humanitarnych, co z pragmatycznej kalkulacji. Bach szybko zorientował się bowiem, że zbiorowe mordy wzmagają tylko wolę oporu Polaków, a zajęci mordowaniem, gwałtami i grabieżą niemieccy żołnierze nie są w stanie prowadzić działań ofensywnych przeciw powstańcom. Ponadto od samego początku zamierzał on stłumić powstanie za pomocą kombinacji czynników natury politycznej i militarnej, gdyż obawiał się, że zastosowanie rozwiązań czysto siłowych uniemożliwi mu osiągnięcie podstawowego celu – tzn. szybką likwidację niebezpiecznego punktu zapalnego na tyłach frontu wschodniego, którym stała się ogarnięta powstaniem Warszawa. 12 sierpnia Bach jeszcze bardziej złagodził rozkaz Hitlera poprzez wydanie zakazu mordowania polskich mężczyzn-cywilów. Obok wymienionych wcześniej przesłanek wzięto wówczas pod uwagę również aspekt ekonomiczny. Na tym etapie wojny III Rzesza nie mogła sobie bowiem pozwolić na zmarnowanie tak wielkiego rezerwuaru potencjalnej siły roboczej. W myśl nowych wytycznych cywilna ludność Warszawy miała być odtąd wysiedlana z miasta i gromadzona w obozie przejściowym (Durchgangslager 121), który zorganizowano na terenie nieczynnych Zakładów Naprawczych Taboru Kolejowego w podwarszawskim Pruszkowie. Po krótkim pobycie w obozie pruszkowskim osoby zdolne do pracy miały być wysyłane do gospodarstw, zakładów przemysłowych i obozów koncentracyjnych na terenie Rzeszy.
Nie oznaczało to jednak, że Niemcy zrezygnowali całkowicie z działań eksterminacyjnych. Nadal obowiązywał rozkaz likwidacji wszystkich wziętych do niewoli powstańców. Ponadto w dniu 8 sierpnia przy oddziałach Grupy Bojowej „Reinefarth” zaczęła działać specjalna jednostka niemieckiej policji bezpieczeństwa – tzw. Einsatzkommando der Sicherheitspolizei bei der Kampfgruppe Reinefarth (znane także jako Sonderkommando „Spilker”). Zadaniem jednostki, na której czele stał SS-Hauptsturmführer Alfred Spilker, było przeprowadzanie „selekcji” wypędzanej ludności Warszawy. Polegała ona na wyławianiu z tłumu i likwidacji osób uznanych za „niepożądane”. Do grona „osób niepożądanych” Niemcy zaliczali przede wszystkim uchodźców podejrzewanych o udział w powstaniu lub żydowskie pochodzenie. Nagminnie mordowano jednak również osoby ranne, chore i niedołężne (a więc niezdolne do pracy i nie mogące dotrzeć o własnych siłach do obozu w Pruszkowie) oraz przedstawicieli niektórych grup społecznych (głównie inteligencji i duchowieństwa). Kryteria selekcji były zresztą na tyle płynne, że w praktyce z tłumu mogła zostać wyciągnięta każda osoba, która z jakiegoś powodu nie spodobała się esesmanom. 
Funkcjonariusze Sonderkommando „Spilker” byli przydzielani do poszczególnych oddziałów Grupy Bojowej „Reinefarth”. Zarówno w trakcie wypędzania ludności z domów, jak i na punktach zbornych, gdzie gromadzono uchodźców przed wysłaniem do obozu w Pruszkowie, przeprowadzali oni mniej lub bardziej dokładne „selekcje”. Osoby wyciągnięte z tłumu mordowano na miejscu (najczęściej w najbliższych ruinach) bądź pędzono do zakładów garbarskich Pfeiffera przy ul. Okopowej 58/72 na Woli, gdzie Niemcy urządzili główny punkt likwidacji „niepożądanych” warszawiaków.

## Akcja eksterminacyjna w garbarni Pfeiffera
Kilku polskich i niemieckich świadków miało możliwość przyjrzeć się zbrodniom dokonywanym przez Sonderkommando „Spilker” w okolicach garbarni Pfeiffera. Po wojnie złożyli oni obszerne zeznania, które pozwoliły dość szczegółowo odtworzyć przebieg prowadzonej tam akcji eksterminacyjnej. Odnotowano, że w okresie powstania na terenie fabryki stale przebywała placówka Einsatzkommando, złożona z ok. 25-30 funkcjonariuszy. Kwaterowali oni w willi zajmowanej niegdyś przez rodzinę Pfeifferów. Każdego dnia do garbarni przyprowadzano grupy polskich cywilów – liczące od kilkudziesięciu do kilkuset osób (mężczyzn, kobiet i dzieci) – które rozlokowywano na niewielkim fragmencie placu, ogrodzonym drutem kolczastym. Uchodźców przetrzymywano tam pod gołym niebem; bez wody i pożywienia. Czas ich pobytu na terenie garbarni wahał się od kilku do kilkunastu godzin – nie więcej jednak niż jedną noc. Niemcy starali się utrzymywać więźniów w przekonaniu, że są oni przetrzymywani jedynie celem przesłuchania, po którego zakończeniu zostaną wyprowadzeni z Warszawy. Rzeczywiście miały miejsce wypadki, gdy „selekcję” przeprowadzano bezpośrednio na terenie zakładów, a pozytywnie zweryfikowanych uchodźców odsyłano do obozu w Pruszkowie. Większość osób przyprowadzonych do garbarni Pfeiffera czekała jednak śmierć.
Po krótkim pobycie na terenie fabryki „wyselekcjonowanych” cywilów wyprowadzano na pobliski plac, należący do Miejskich Zakładów Opałowych. Mieścił się on naprzeciwko garbarni Pfeiffera (po drugiej stronie ul. Okopowej), a jego granice wyznaczały: od północy ul. Kolska; od zachodu mury cmentarza żydowskiego. Osoby niezdolne do poruszania się o własnych siłach przenoszono lub przewożono samochodami. Przy wejściu na plac nieświadomym oczekującego ich losu uchodźcom odbierano bagaże. Następnie Niemcy prowadzili ich grupami za wielkie stosy drewna zalegające plac i tam rozstrzeliwali.
Z zeznań podoficera Wehrmachtu, Willego Fiedlera, wynikało, że egzekucji dokonywała zwykle ta sama grupa katów – złożona z pięciu funkcjonariuszy SS. Trzej pilnowali Polaków przy wejściu na plac oraz zaprowadzali ich grupami po 10 osób za stosy drewna, czwarty zmuszał ofiary by kładły się twarzą do ziemi, piąty mordował strzałami w tył głowy. Ciał nie uprzątano więc kolejne grupy skazańców musiały się wspinać na stos trupów, liczący czasem nawet do 9-10 warstw (przemieszanych z polanami drewna). Opornych popychano, bito, a niekiedy wleczono za włosy na miejsce kaźni. Mordowano nawet kobiety z dziećmi przy piersi. Po zakończeniu egzekucji zwłoki oblewano łatwopalnym płynem i podpalano. Esesmani rabowali przedmioty należące do pomordowanych i handlowali nimi na szeroką skalę.
W niemal identyczny sposób przebieg akcji eksterminacyjnej opisał Stanisław Trzciński, któremu udało się w ostatniej chwili uciec z miejsca egzekucji. 1 września 1944 został on zaprowadzony na plac MZO wraz z blisko 100-osobową grupą mieszkańców Starego Miasta (w tym staruszkami z przytułku przy ul. Zakroczymskiej). Początkowo wszystkich zgromadzono w drewnianej szopie nieopodal ul. Kolskiej, gdzie esesmani odebrali więźniom biżuterię i cenne przedmioty osobiste. Następnie Polaków wyprowadzono z szopy grupami po 10-15 osób, zaprowadzono między sągi drewna i tam rozstrzelano. Ciała ułożono wraz z drewnem na stos i spalono. Trzciński zeznał, że 4-5 osobowej grupie katów towarzyszyło dwóch żydowskich więźniów, których Niemcy zmuszali do prowadzenia najbardziej niedołężnych ofiar na miejsce kaźni, a także układania stosów zwłok i drewna itp. Z zeznań ks. Henryka Zaleskiego wynika natomiast, że ofiary nie zawsze mordowano przez rozstrzelanie. W dniu 28 sierpnia Niemcy mieli bowiem zamknąć grupę Polaków w dwóch drewnianych barakach znajdujących się na terenie placu, po czym spalić ich żywcem.
Maja Motyl i Stanisław Rutkowski, autorzy opracowania Powstanie Warszawskie – rejestr miejsc i faktów zbrodni (GKBZpNP-IPN, Warszawa 1994), oceniali, że akcja eksterminacyjna na terenie Miejskich Zakładów Opałowych oraz garbarni Pfeiffera była prowadzona mniej więcej od połowy sierpnia do 15 września 1944. Zdaniem Antoniego Przygońskiego masowe egzekucje były tam przeprowadzane do ostatnich dni powstania. Tę ostatnią datę potwierdzają zeznania ks. Zaleskiego, który odnotował, że ostatnia egzekucja miała miejsce 27 września 1944.

## Ofiary
Zarówno polscy, jak i niemieccy świadkowie zeznali, że egzekucje w okolicach garbarni Pfeiffera odbywały się w zasadzie codziennie – nierzadko dwa razy w ciągu jednego dnia. Ze względu na spalenie zwłok przez Niemców liczba ofiar może być podawana jedynie szacunkowo. Główna Komisja Badania Zbrodni Hitlerowskich oceniała, że na parcelach przy ul. Okopowej 59 i 57 zamordowano w okresie powstania warszawskiego ponad 2 tys. osób. Liczba ofiar mogła być jednak większa. Willi Fiedler szacował, że w okresie jego pobytu na terenie fabryki esesmani mordowali tam codziennie ok. 200 Polaków. Także ks. Henryk Zaleski oceniał, że w każdej egzekucji rozstrzeliwano 100-150, a czasami nawet 200 osób – mężczyzn, kobiet i dzieci. Z tego względu liczba Polaków zamordowanych podczas egzekucji w garbarni Pfeiffera oceniana jest na około 5 tys.
Ofiary pochodziły zazwyczaj z północnych dzielnic Warszawy, zajmowanych kolejno przez oddziały niemieckie. Początkowo byli więc to przede wszystkim mieszkańcy Woli, a następnie Muranowa, Starego Miasta, Powiśla oraz niektórych kwartałów Śródmieścia Północnego. W gronie zamordowanych znaleźli się m.in.:
- mieszkańcy ul. Okopowej i sąsiednich ulic;
- starcy i osoby niepełnosprawne z trzech domów opieki zlokalizowanych na warszawskim Nowym Mieście (przy ulicach: Przyrynek, Franciszkańskiej i Zakroczymskiej) wraz z częścią swoich opiekunów – m.in. ośmioma siostrami szarytkami z przytułku przy ul. Przyrynek;

- osoby schwytane przez Niemców w schronie w podziemiach Polskiej Wytwórni Papierów Wartościowych[14].

Prawdopodobnie w fabryce Pfeiffera zamordowano także wielu wziętych do niewoli powstańców oraz cywilów, którzy wpadli w niemieckie ręce po upadku Starego Miasta (2 września 1944). Po zdobyciu tej dzielnicy Niemcy dokonali masakry powstańczych szpitali, mordując setki ciężko rannych żołnierzy i cywilów. Wielu pacjentów, którym udało się przeżyć pierwszą fazę masakry – a także wielu mieszkańców dzielnicy – zostało później wyłapanych na punktach zbornych i rozstrzelanych w garbarni Pfeiffera.

## Epilog
Losy SS-Hauptsturmführera Alfreda Spilkera nie są do końca znane. Według niektórych źródeł miał on ponieść śmierć podczas obrony cytadeli poznańskiej w lutym 1945. Datę tę potwierdziła również jego żona, która zeznała jednak, że Spilker poniósł śmierć w Krems nad Dunajem. W 1961 Spilker został sądownie uznany za zmarłego. Żaden z członków jego jednostki nie został osądzony za zbrodnie popełnione w Warszawie. Odpowiedzialności uniknął również SS-Gruppenführer Heinz Reinefarth (sprawca rzezi Woli i wielu innych zbrodni popełnionych na terenie stolicy), któremu Sonderkommando „Spilker” formalnie podlegało.
Po wojnie ruiny fabryki Pfeiffera zostały częściowo odbudowane i przejęte przez RSW Prasa-Książka-Ruch, które umieściło tam swoje drukarnie. W drugiej połowie lat 90. budynki dawnej garbarni wyburzono, a w ich miejscu postawiono Centrum Handlowe „Klif” . Miejsce egzekucji blisko 5 tys. Polaków nie zostało oficjalnie upamiętnione.